# Loveth Omoruyi
Pour les articles homonymes, voir Omoruyi.
Oghosasere Loveth Omoruyi est une joueuse italienne de volley-ball née le 25 août 2002 à Lodi, en Lombardie. Elle a remporté avec l'équipe d'Italie la médaille d'or du tournoi féminin aux Jeux olympiques d'été de 2024, organisés à Paris.
Le 11 mars 2025, elle s'incline en finale de la Challenge Cup après la défaite de son équipe de Chieri '76 lors du match retour face au Rome Volley Club.